# 喬恕
喬恕（1460年—？），字希仁，河南開封府歸德州寧陵縣人，民籍，明朝政治人物。

## 生平
成化二十二年（1486年）丙午科河南鄉試第七十名舉人。弘治三年（1490年）中式庚戌科會試第七十一名，三甲第二十九名進士。十一年十二月实授湖廣道御史，正德元年（1506年）巡按江西，以勘事不称旨，四年五月贬邳州判官，以御盗有功，累升户部署郎中，七年閏五月升湖廣布政司左參議，八年五月升甘肃行太仆寺卿，九年正月考察以有疾致仕。

## 家族
曾祖喬和；祖父喬諒；父喬敏，母王氏。重庆下。